# 马里安·卢普
马里安·卢普（羅馬尼亞語：Marian Lupu，發音：[mariˈan ˈlupu]；1966年6月20日—），是一名摩尔多瓦政治家，他自2010年11月30日起担任摩尔多瓦议会议长至2015年1月23日。